# Tommy Clufetos
Tommy Clufetos (ur. 30 grudnia 1979 w Detroit w stanie Michigan) – amerykański perkusista. Clufetos współpracował m.in. z takimi wykonawcami jak: Ted Nugent, Alice Cooper, Rob Zombie i John 5.
W 2010 roku Clufetos dołączył do zespołu Ozzy’ego Osbourne’a. Muzyk zastąpił Mikea Bordina. W latach 2012–2017 jako muzyk koncertowy współpracował z zespołem Black Sabbath.

## Dyskografia
| Tommy Clufetos - Behind the Player: Tommy Clufetos (2008, DVD) Alice Cooper - Dirty Diamonds (2005) Ted Nugent - Craveman (2002) - Love Grenade (2008) Rob Zombie - Educated Horses (2006) - Zombie Live (2007) - Hellbilly Deluxe 2 (2010) |  | John 5 - The Devil Knows My Name (2007) - Requiem (2008) - Remixploitation (2009) - The Art of Malice (2010) Lesley Roy - Unbeautiful (2008) Ozzy Osbourne - Scream (2010) Black Sabbath - Live... Gathered in Their Masses (2013) - The End (2017) |

## Nagrody i wyróżnienia
| Rok  | Kategoria                  | Tytułem        | Nagroda                     | Nota      | Źródło |
| ---- | -------------------------- | -------------- | --------------------------- | --------- | ------ |
| 2011 | Drum Workshop Best Drummer | Tommy Clufetos | Revolver Golden Gods Awards | Nominacja | [ 6 ]  |